# Sinni
El Sinni (latín: Siris o Sinis; griego: Σῖρις o Σίνις) es un río al sur de Italia de 94 km de longitud. 
Fluye por la región de Basilicata y desemboca en el mar Jónico, cerca de Policoro; en la antigüedad, el río desembocaba en la ciudad de la antigua Grecia de Siris.

## Historia
El río Siris es mencionado por Licofrón (Alex. 982), así como por Arquíloco (ap. Athen. xii. p. 523); pero lo nombraban con el nombre de  Σίνις, y su nombre actual de Sinni parece ser derivado de un período anterior; se han encontrado menciones en el Tabula Peutingeriana de una estación a 6,5 km de Heracleia, el nombre del cual es escrito Semnum, probablemente una corrupción de Ad Simnum o Sinnum. El Siris y el Aciris, el actual Agri, son mencionados conjuntamente por Plinio el Viejo así como por Estrabón, y son de los más importantes ríos de Lucania. (Plin. iii. 11. s. 15; Strab. vi. p. 264.) El nombre del antiguo río también se le da cuenta por su conexión con la primera gran batalla entre Pirro y los Romanos, 280 a. C., la cual fue luchada sobre sus orillas (Plut. Pyrrh. 16). Fue confundido por Floro y Orosio con el Liris en Campania. (Flor. i. 18. § 7; Oros. iv. 1.)
- Datos: Q1187923
- Multimedia: Sinni River / Q1187923